# Madonna in trono col Bambino e due angeli
La Madonna in trono col Bambino e due angeli è un dipinto a tempera e oro su tavola (58,7x42,9 cm) di Gentile da Fabriano, databile al 1410-1415 circa e conservato nel Philbrook Art Center a Tulsa (Oklahoma).

## Storia
Si ignora la collocazione originale di questa piccola Madonna, nata in tutta probabilità per la devozione domestica. Il Cavalcaselle la vide agli inizi del Novecento a Casa Persicini a Belluno, che farebbe pensare alla pertinenza con l'attività veneta del pittore. Passò poi in Collezione Contini-Benacossi a Firenze in data imprecisata, dove rimase fino al 1938. Dal 1938 al 1952 fu in Collezione Kress a New York, fino a passare al Philbrook Art Center di Tulsa, dove è esposta ancora oggi. 
La maggior parte dei critici la assegnano a Gentile da Fabriano, datandola al tardo periodo veneziano dell'artista (1410 - 1414). Recentemente è stata considerata da altri un'opera di bottega.                               

## Descrizione e stile
La tavola è racchiusa dalla cornice originale, con la centina polilobata racchiusa in un riquadro che imita un arco con tanto di pilastrini laterali, medaglioni e decorazioni a rilievo.
Maria è seduta su un trono ligneo che assomiglia a un lungo pancale gotico, come se ne vedevano nei cori delle chiese, scandito da guglie ricamate e svettanti e fini trafori nella base. Essa tiene in grembo il Bambino, che è in posizione rigidamente frontale in un gesto di benedizione che rivela la sua natura divina. Nel panneggio di Maria o nella veste accartocciata del Bambino che essa tiene con la mano, si ritrova quell'incedere ritmico e falcato dei panneggi, tipico del gotico internazionale, che presente anche in altre opere di Gentile di quegli anni, come la Madonna di Perugia e il Polittico di Valle Romita. Il manto di Maria in particolare si gonfia in pieghe dal bordo sinuoso, che sembrano non volere mai toccare terra ingolfandosi in onde capricciose. La fodera della veste è trattata, come in altre opere, con una raffinatissimo pointillisme d'oro, che dà riflessi brillanti e preziosi. Notevole è la lavorazione delle aureole incise nell'oro: in quella di Maria si legge "Ave Maria Gracia Plena".
Agli angoli si trovano due angeli inginocchiati in adorazione, le cui fisionomie un po' leziose sono state talvolta messe in relazione con l'intervento di un aiuto di bottega.